# Juro Adlešič
Juro (Jurij) Adlešič, slovenski pravnik in politik, * 7. maj 1884,  Adlešiči, † 29. september 1968, Adlešiči.

## Življenjepis
Oče mu je bil hrvaškega rodu Ivan Adlešić, mati mu je bila Marija (rojena Horvat).
Študiral je pravo in doktoriral na Dunaju. Leta 1918 je v Ljubljani odprl odvetniško pisarno. Sodeloval je pri časopisih Slovenec in Edinost, bil je podpredsednik Orlovske zveze, sodeloval pa je tudi v Slovenski ljudski stranki. 14. avgusta 1935 je skupaj z ostalimi prvaki nekdanje SLS podpisal prijavo za pristop k JRZ. 14. decembra 1935 so ga imenovali za župana Ljubljane. Bil je član banovinskega sveta. 29. decembra 1936 je postal odbornik Županske zveze, 16. aprila 1937 pa je bil na njenem izrednem občnem zboru izvoljen v njen odbor kot zastopnik avtonomnih mestnih občin. Bil je tudi predsednik slovenske sekcije Zveze mest Kraljevine Jugoslavije. Ko je 11. aprila 1941 italijanski vojski izročil ključe Ljubljane je ostal župan še eno leto, nato pa je odstopil.

## Publicistično delo
V reviji Čas je objavil: Organizacija slovenskega izseljeništva (1909), Slovansko pravo (1910), Socialne tvorbe pri Jugoslovanih (1911); bil pa je tudi sodelavec časopisov Slovenec in Edinost.